# 24837 Мшецке Жерновиці
24837 Мшецке Жерновиці (24837 Mšecké Žehrovice) — астероїд головного поясу, відкритий 22 жовтня 1995 року.
Тіссеранів параметр щодо Юпітера — 3,510.